# Революційна полеміка
Революційна полеміка (англ. The Revolution Controversy) — це британські дебати про Французьку революцію з 1789 по 1795 рр. Війна памфлетів почалася після публікації книги Едмунда Берка «Роздуми про революцію у Франції» (1790), яка захищала дім Бурбонів, французьку аристократію та католицьку церкву у Франції. Оскільки він підтримував американських патріотів у їхньому повстанні проти Великої Британії, погляди Берка викликали шок на Британських островах. Багато письменників виступили на захист Французької революції, зокрема Томас Пейн, Мері Волстонкрафт та Вільям Годвін. Альфред Коббан називає дебати, що розгорілися, «можливо, останньою справжньою дискусією про основи політики» в Британії. Теми, сформульовані тими, хто відповідав Берку, стануть центральною рисою радикального робітничого руху в Британії у XIX столітті та романтизму.[3] Більшість британців святкували штурм Бастилії у 1789 році і вважали, що Королівство Франція має бути обмежене більш демократичною формою правління. Однак до грудня 1795 року, після Епохи терору та Війни Першої коаліції, мало хто все ще підтримував французьку справу.

## «Роздуми» Едмунда Берка
Частково відповідаючи на проповідь на захист Французької революції, виголошену незгодним священиком Річардом Прайсом під назвою «Промова про любов до нашої країни» (1789), Берк опублікував свої «Роздуми про революцію у Франції», намагаючись висунути аргументи на користь нинішнього аристократичного уряду. Оскільки Берк був членом ліберальної партії вігів, критиком монархічної влади, прихильником американських революціонерів і критиком корупції в уряді в Індії, більшість Британії очікувала, що він підтримає французьких революціонерів. Не зробивши цього, він шокував населення та розлютив своїх друзів і прихильників.  За два роки книга Берка розійшлася тиражем 30 тисяч примірників.  «Роздуми» захищали «аристократичні концепції патерналізму, лояльності, лицарства, принципу спадкоємності» та власності.
Берк критикував погляди багатьох британських мислителів і письменників, які вітали ранні етапи Французької революції. Радикали вбачали в революції аналог британської Славної революції 1688 року, яка обмежила владу монархії Стюартів, Берк стверджував, що відповідною історичною аналогією є Громадянська війна в Англії (1642-1651), під час якої Карл I був страчений в 1649 році. Берк розглядав Французьку революцію як насильницьке повалення законного уряду і стверджував, що громадяни не мають права скидати свій уряд. Він стверджував, що цивілізації та уряди є результатом соціального та політичного консенсусу, і їхні традиції не повинні піддаватися сумніву, оскільки це призведе до анархії.

## Реакція
Такі радикали, як Вільям Годвін, Томас Пейн і Мері Волстонкрафт, відстоювали республіканізм та інші радикальні для свого часу ідеї. [Більшість з тих, кого стали називати радикалами, наголошували на одних і тих же темах, а саме: «почуття особистої свободи та автономії»; «віра в громадянську чесноту»; «ненависть до корупції»; опозиція війні, оскільки вона приносила вигоду лише «земельним інтересам»; критика монархії та аристократії, а також їхнього прагнення відібрати владу у Палати громад. Багато з їхніх творів були опубліковані Джозефом Джонсоном, який врешті-решт опинився у в'язниці через свою підривну діяльність. Бірмінгемський книгар Джеймс Белчер також був ув'язнений за підбурювання у 1793 році за публікацію «Листа Пейна», адресованого адресатам пізньої прокламації.
Волстонкрафт зазнала значного впливу ідей, які вона почерпнула з проповідей Прайса в унітарній церкві Ньюїнгтон-Грін, а також всього духу раціонального інакомислення в селі Ньюїнгтон-Грін. Ці зерна проросли в «Обґрунтуванні прав людини», її відповіді на донос Берка на її наставника. Пейна, одного з батьків-засновників Сполучених Штатів, який стверджував у «Правах людини», що народна політична революція допустима, коли уряд не захищає свій народ, його природні права та національні інтереси.
Ця полеміка залишила по собі спадщину. Найвідоміший твір Волстонкрафт «На захист прав жінок» був написаний у 1792 році в дусі раціоналізму і поширював аргументи Прайса про рівність на жінок. Анна Лаетія Барбаулд, плідна письменниця, якою захоплювалися Семюел Джонсон і Вільям Вордсворт, і дружина міністра в Ньюїнгтон Грін, посилалася на роботу Берка і його опонентів у своїй книзі «Гріхи уряду, гріхи нації» (1793).